# 北振バス
北振バス株式会社（ほくしんバス）は、岡山県井原市に本社を置く乗合・貸切バス事業者である。

## 概要
本社のある井原市の他、小田郡矢掛町、高梁市（井原 - 弥高山入口線、佐屋線のわずかな区間）、広島県福山市に乗合バス路線を有している。貸切バスの事業区域は岡山県全域と福山市である。乗合バス16両、貸切バス18両を保有。

## 歴史
北振バスは、1988年9月13日に岡山県南西部の井笠地域北部を中心とするバス路線維持のため、井笠鉄道の全額出資により設立された。本社は小田郡矢掛町東川面950番地8に置いた。
1989年1月25日から井笠鉄道が運行していた井原 - 山野下市線、山野田原線、共和線、杖立線、明治線、佐屋線、三山西線、黒萩線、矢掛 - 三山線、平谷線、鬼ヶ嶽温泉線、宇戸谷線、高梁線、三山 - 美砂橋線の運行を始めた。1989年10月1日から加茂支所前 - 矢川線、山野下市 - 山野原谷線の運行を開始した。
1991年から地域の要望を受けて貸切バス事業を始め、主に学校行事や地域行事での運行を行った。
2004年10月1日に矢掛 - 高梁線を廃止した。2006年1月12日に加茂支所前 - 楠田線を新設した。2006年4月1日に美星診療所前 - 井原線（興譲館高校前経由）、中国中央病院 - 楠田線を新設し、2006年10月1日には中国中央病院 - 楠田線をフジグラン前 - 楠田線に延伸した。2009年10月1日には加茂支所前 - 矢川線の一部をフジグラン前 - 矢川線に延伸した。
2012年9月に井笠鉄道の資本から離れて独立した。
2012年10月1日には井原 - 山野下市線、山野田原線、共和線、弥高山入口線（杖立線を変更）、佐屋線を井原市芳井支所に乗り入れ、井原 - 三山西線、黒萩線、矢掛 - 美星産直プラザ線（三山線を変更）、平谷線を井原市美星支所に乗り入れ延伸した。
井笠鉄道のバス事業廃止に伴い、2012年11月1日から井笠鉄道が運行していた井原あいあいバス6路線と井笠鉄道が請け負っていた11月以降の貸切バス業務を引き継いで運行した。井笠鉄道から貸切バス11台を購入。2012年12月13日に本社を小田郡矢掛町東川面950番地8から井原市井原町700番地1に移転するとともに、旧本社を矢掛営業所に変更した。
2014年10月1日には井原 - 美星支所線（三山西線を変更）の一部を井原 - 宇戸谷線に延伸するとともに、矢掛 - 鬼ヶ嶽温泉線、宇戸谷線を廃止した。2015年10月1日には井原あいあいバスの全路線を井原バスセンターに乗り入れ延伸した。2018年4月1日から加茂支所前 - 矢川線、フジグラン前 - 矢川線を加茂支所前 - 山野田原線、フジグラン前 - 山野田原線に短縮した。
平成30年7月豪雨により2018年7年7日に矢掛営業所の事務所や車庫などが浸水したが、バスは敷地外へ移動させて被害を回避した。2018年8月20日には豪雨災害に伴う倉敷市真備町内のスクールバス運行業務を請け負った。
2018年12月19日に貸切バス事業者安全性評価認定制度において三ツ星の認定を受けた。
2022年4月1日から井原 - 山野下市線、山野田原線、共和線、弥高山入口線、佐屋線の最終便を除く午前10時以降の便を井原 - 芳井支所線に短縮した。また、井原 - 黒萩線、宇戸谷線を井原 - 美星支所線に、矢掛 - 平谷線を矢掛 - 美星産直プラザ線に短縮した。
2024年3月31日をもって加茂車庫を廃止し、2024年4月1日に粟根車庫を開設した。同日、加茂支所前 - 山野田原線をフジグラン前 - 山野田原線（東城別経由）に延伸するとともに、フジグラン前 - 粟根線を新設した。

## 本社・営業所・車庫
本社　岡山県井原市井原町700番地1（井原バスセンター内）
矢掛営業所　岡山県小田郡矢掛町東川面950番地8（旧井笠鉄道矢掛駅 → 旧井笠鉄道矢掛自動車営業所 → 旧井笠鉄道笠岡自動車営業所矢掛車庫）
矢掛車庫　岡山県小田郡矢掛町東川面　貸切バスはすべて矢掛車庫に駐車、保管
山野下市車庫　広島県福山市山野町山野
村入車庫　岡山県井原市芳井町西三原
佐屋車庫　岡山県高梁市川上町仁賀佐屋東
美星車庫　岡山県井原市美星町大倉2467番地6
粟根車庫　広島県福山市加茂町粟根618番地（旧中国バス加茂車庫）2024年4月1日に加茂車庫（旧福山市加茂支所内、福山市加茂町芦原426番地1）から移転

## 乗合バス

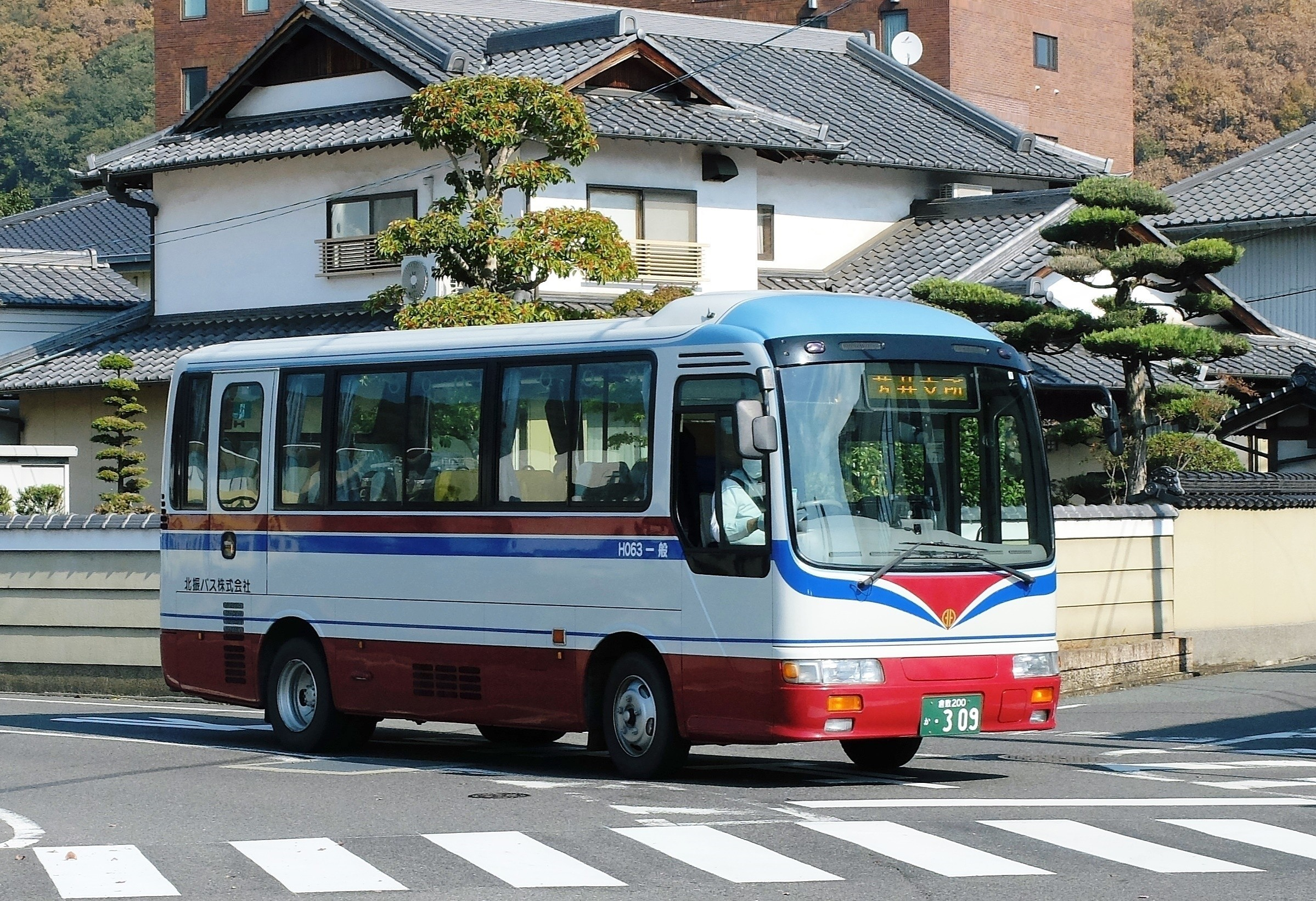
乗合小型バス　日野リエッセ　車番H063

北振バスにおいて乗合バス事業は祖業であり、この事業目的のために設立された経緯がある。井笠地域北部をはじめとして主に山間路線を運行しているが、過疎化や少子化が進み、利用者は減少傾向にある。しかし、乗合バスは地域住民にとって貴重な生活インフラであり、行政の支援を受けながら運行を継続している。

## 主なバスのりば
岡山県井原市
- 井原バスセンター

旧井笠鉄道井原駅 → 旧井笠鉄道井原バスセンター → 井原バスセンター。現在は井原市が設置し、北振バスが指定管理者となっている。2015年に建て替えにより新バスセンターが完成し、のりば1ヶ所、降車場2か所となり、専用の待機スペースが新設された。案内所で定期券・回数券の販売を行っている。
- 井原鉄道井原駅
- 井原市芳井支所
- 井原市美星支所

小田郡矢掛町
- 矢掛バスセンター

旧井笠鉄道矢掛駅。井笠バスカンパニーは停留所の名称を「東川面」として乗り入れている。
- 井原鉄道矢掛駅

広島県福山市
- 中国中央病院[注 3][5][6]
- フジグラン神辺前

### 過去に乗り入れていたバスのりば
- 高梁バスセンター

備中高梁駅の隣。2004年9月30日をもって矢掛 - 高梁線を廃止した。

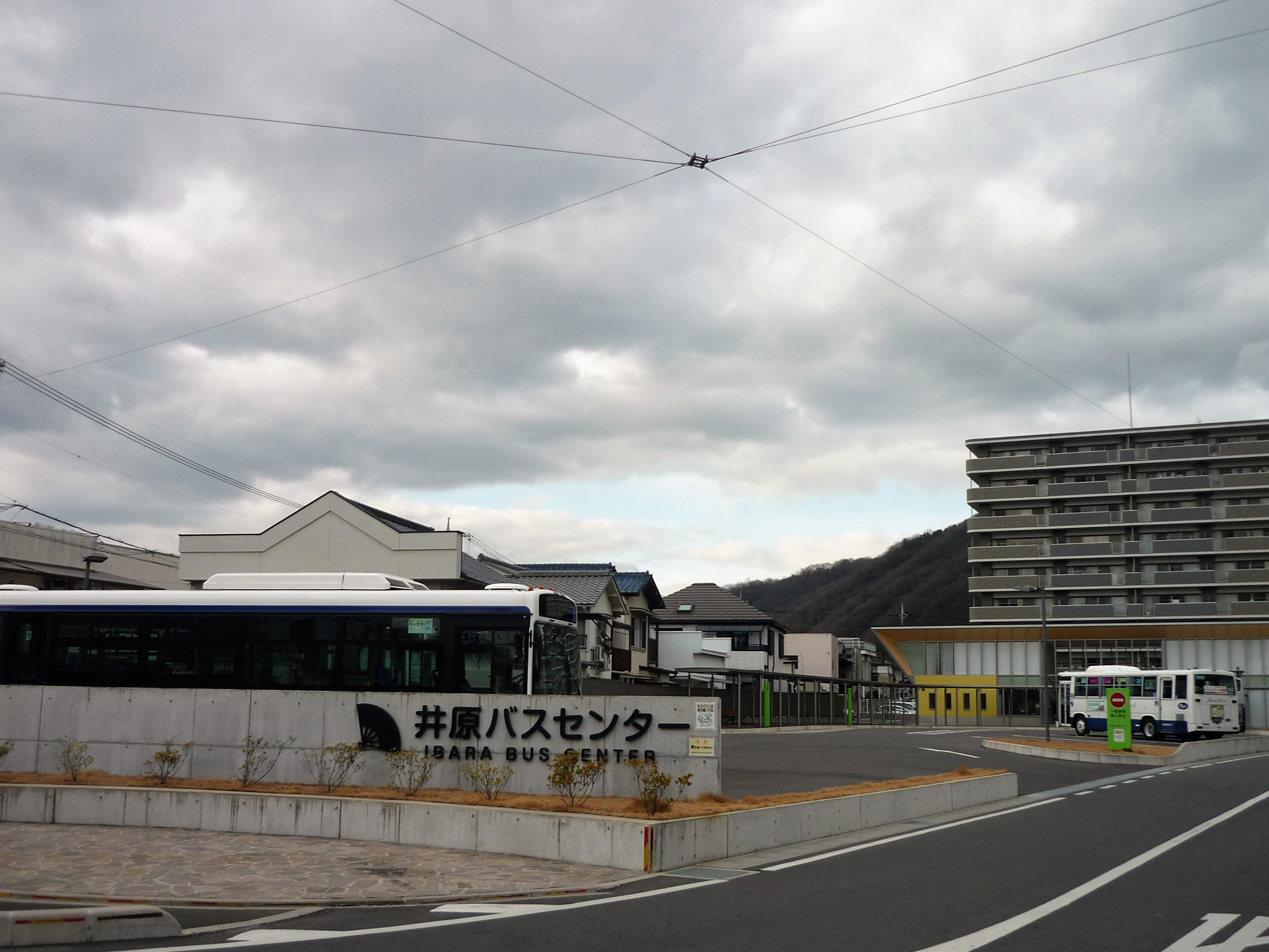
井原バスセンター
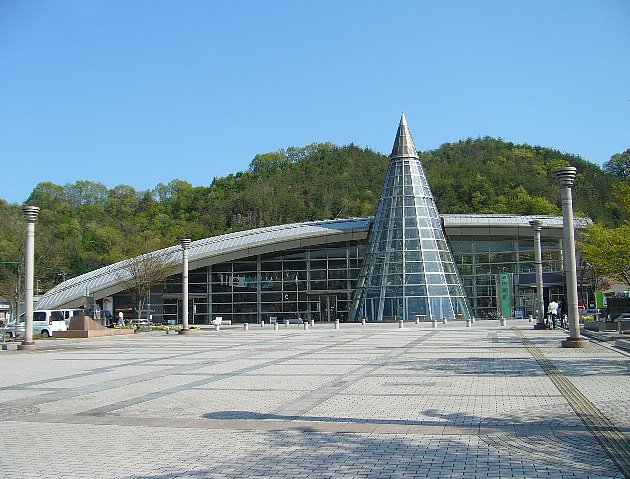
井原鉄道井原駅
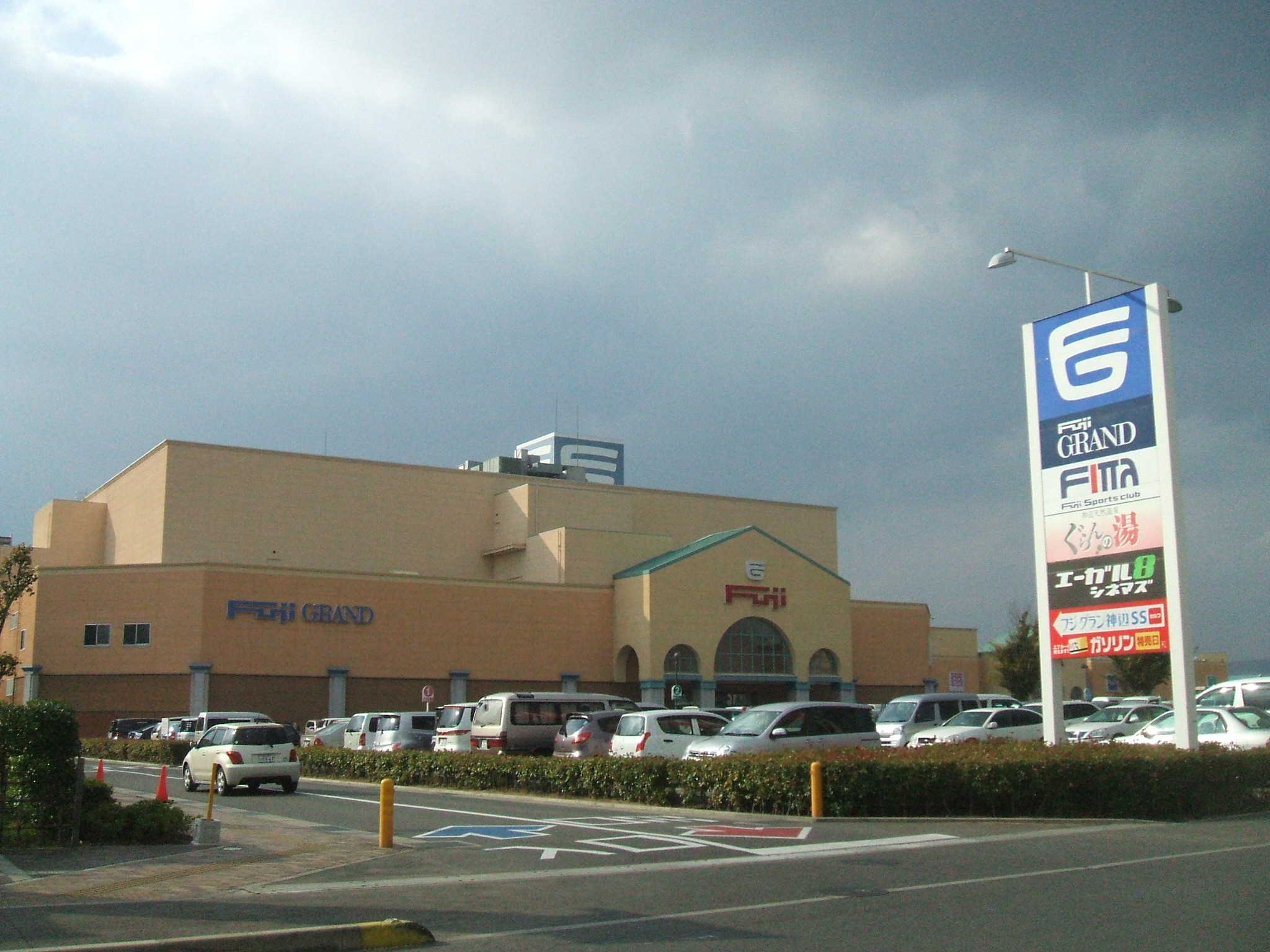
フジグラン神辺店
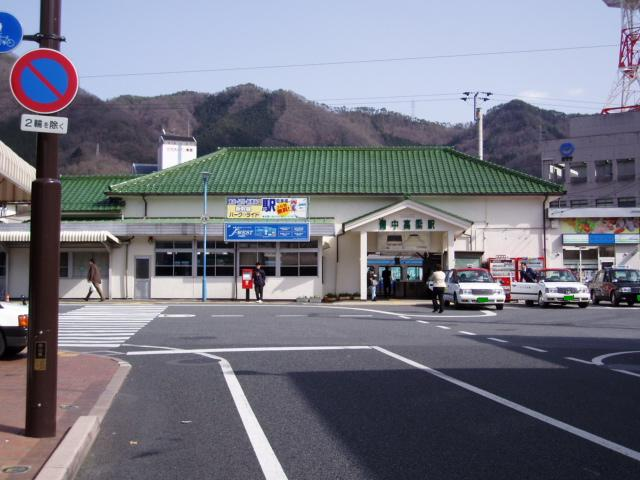
備中高梁駅旧駅舎

## 運行路線
井笠鉄道から引き継いだ山間地域の路線が多く、過疎化の進展による利用者の減少などにより路線の廃止・短縮や減便を行ってきた。2022年4月1日には井原市芳井・美星地区であいあいカー（予約型乗り合いタクシー）の運行開始に伴い、大幅な運行見直しを実施した。

### 一般路線バス
井原 - 山野下市 - 山野田原線

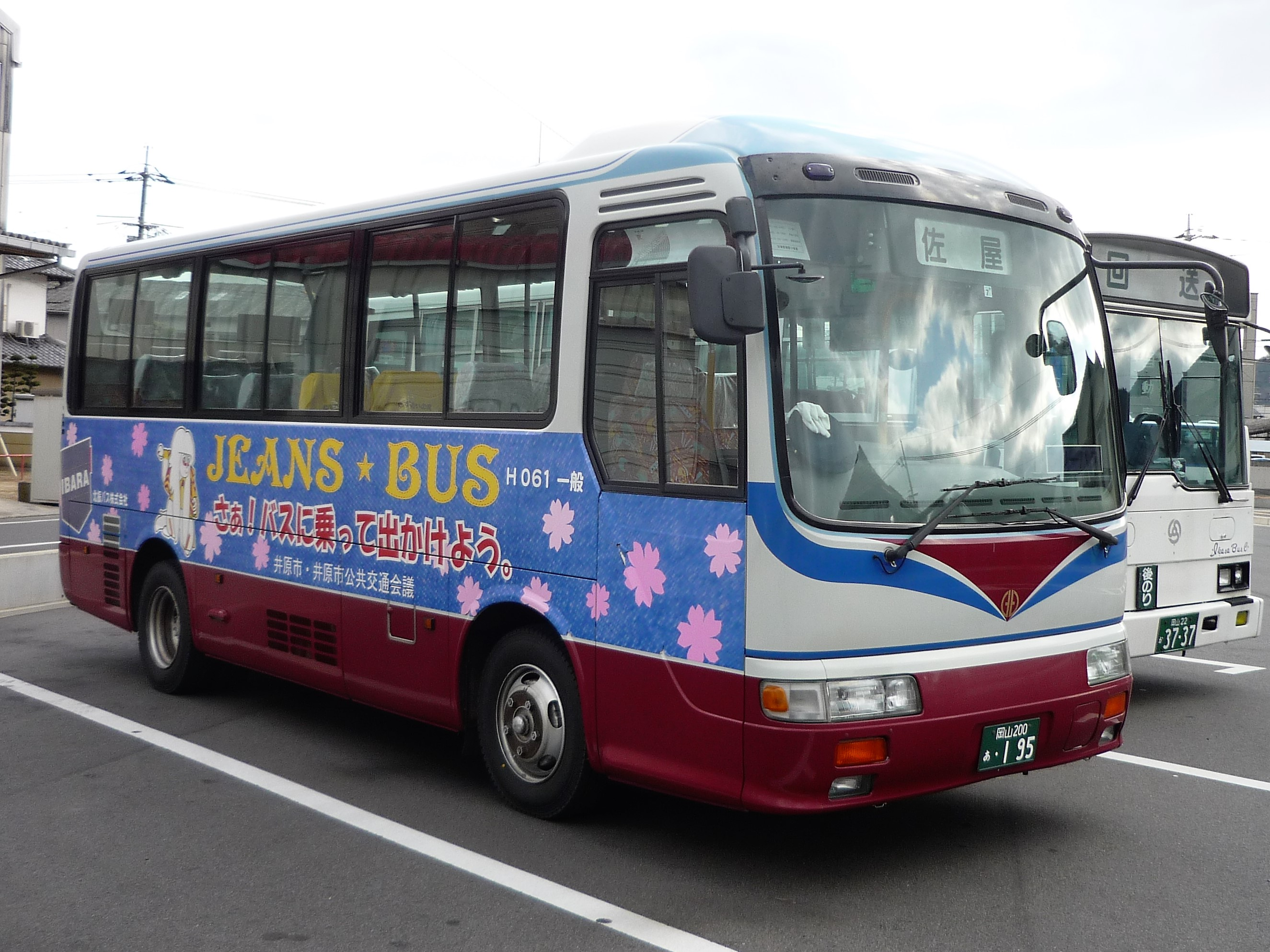
井原バスセンターに駐車中の乗合小型バス（日野リエッセ・ジーンズラッピング仕様）

井原バスセンターから井原駅を経由して国道313号、岡山県道9号芳井油木線を北上し、川相から広島県道・岡山県道104号坂瀬川芳井線を西進して山野下市、山野田原に至る路線。日中時間帯は、井原バスセンター～芳井支所まで。芳井支所～川相上組（岡山県内）までは、あいあいカー（予約型乗り合いタクシー）が運行。
- 井原バスセンター - 井原駅 - 市民病院前 - 与井 - 芳井支所前 - 川相 - 川相上組 - 山野下市 - 山野田原

井原 - 弥高山入口線
井原バスセンターから井原駅を経由して国道313号、岡山県道9号芳井油木線を北上し、共和、三原を経由し、杖立から岡山県道77号美星高山市線を東進して弥高山入口に至る路線。日中時間帯は、井原バスセンター～芳井支所まで。芳井支所～共和・弥高山入口は、あいあいカー（予約型乗り合いタクシー）が運行。
- 井原バスセンター - 井原駅 - 市民病院前 - 与井 - 芳井支所前 - 川相 - 川町 - 共和 - 三原 - 村入 - 杖立 - 高山市 - 弥高山入口

井原 - 佐屋線
井原バスセンターから井原駅を経由して国道313号、岡山県道297号高山芳井線を北上し、片塚、明治を経由し、土頭から岡山県道298号上大竹種線を西進して佐屋に至る路線。芳井小学校登校日の朝の佐屋発井原バスセンター行１便のみ簗瀬経由で運行。日中時間帯は、井原バスセンター～芳井支所まで。芳井支所～佐屋は、あいあいカー（予約型乗り合いタクシー）が運行。
- 井原バスセンター - 井原駅 - 市民病院前 - ＜与井 / 簗瀬＞ - 芳井支所前 - 片塚 - 種入口 - 明治 - 佐屋

井原 - 美星支所前線
井原バスセンターから井原駅、井原市民病院を経由して岡山県道166号美袋井原線を北上し、田輪、美星産直プラザを経由して美星支所に至る路線。平日朝の美星支所前発井原バスセンター行１便のみ谷山 - 田輪間を直行（江良を経由せず）。
- 井原バスセンター - 井原駅 - 市民病院前 - 興譲館高校前 - 戸倉 - 細見 - 田輪 - 江良 - 谷山 - 美星産直プラザ - 三山西 - 美星支所前

矢掛 - 美星産直プラザ線
矢掛（矢掛バスセンター）から矢掛駅を経由して岡山県道408号東水砂矢掛線、岡山県道48号笠岡美星線を北上し、美砂橋から市道を北上して下田東から岡山県道48号笠岡美星線を西進し、美星支所を経由して美星産直プラザに至る路線。
- 矢掛 - 井原線矢掛駅 - 田町 - 川面農協 - 美砂橋 - 下田 - 美星支所前 - 三山西 - 美星産直プラザ

フジグラン前・中国中央病院 - 粟根 - 山野田原線
フジグラン前から中国中央病院を経由して広島県道391号加茂福山線、広島県道21号加茂油木線を北上し（東城別経由は広島県道391号加茂福山線、国道182号、市道を北上し）、芦原団地口、粟根、山野下市を経由して山野田原に至る路線。東城別経由は平日のみ運行。 2023年5月1日に福山市加茂支所が移転したため、2024年4月1日に「加茂支所前」停留所を「加茂ハイツ入口」へ名称変更した。
- フジグラン前 - 中国中央病院 - 正戸山 - 平成大橋 - ＜加茂昭和橋（県道）- 芦原下 / 東城別（国道）- 加茂ハイツ入口＞ - 芦原団地口 - 粟根 - 苅光 - 大谷中 - 山野下市 - 山野田原

フジグラン前・中国中央病院 - 広瀬中学校 - 楠田線
フジグラン前から中国中央病院を経由して広島県道391号加茂福山線、広島県道21号加茂油木線を北上し、芦原団地口、粟根を経由し、苅光から広島県道418号井関加茂線を西進して広瀬中学校、楠田に至る路線。平日のみ運行。
- フジグラン前 - 中国中央病院 - 正戸山 - 平成大橋 - 加茂昭和橋（県道）- 芦原下 - 芦原団地口 - 粟根 - 苅光 - 広瀬中学校前 - 楠田

### コミュニティバス（受託運行）
井原市内循環バス
井原あいあいバス - 井原地区の6路線を運行
- 嫁いらず観音線
- 馬越恭平線
- 北条早雲線
- 野上線（月・木運行）
- ぶどうの里線（火・金運行)
- 子守唄の里線（水・土運行）

## 廃止路線
矢掛 - 鬼ヶ嶽温泉 - 宇戸谷 - 高梁線
井笠鉄道から引き継いだ路線であったが、2004年9月30日をもって宇戸谷 - 高梁間を、2014年10月1日には矢掛 - 宇戸谷間を廃止した。
- 矢掛 - 井原線矢掛駅 - 田町 - 美川小学校前 - 上高末 - 鬼ヶ嶽温泉 - 宇戸谷 - 増原下 - 玉川農協前 - 広瀬 - 高梁駅前

加茂支所前 - 矢川線、フジグラン・中国中央病院 - 矢川線
井笠鉄道から引き継いだ路線であり、2009年10月1日に加茂支所前 - 矢川線の一部をフジグラン前 - 矢川線に延伸したが、2018年3月31日をもって山野田原 - 矢川間を廃止した。木曜日の一部の便を田原診療所経由としていた。
- 加茂支所前  - 芦原団地口 - 粟根 - 苅光 - 山野下市 - 山野田原 - 山野原谷 - 矢川
- フジグラン前 - 中国中央病院 - 正戸山 - 平成大橋 - 加茂昭和橋（県道）- 芦原下 - 芦原団地口 - 粟根 - 苅光 - 山野下市 - 山野田原 - 田原診療所 - 山野原谷 - 矢川

井原 - 共和線
井笠鉄道から引き継いだ路線であったが、あいあいカー（予約型乗り合いタクシー）が運行されることにより、2022年3月末で共和発着便を廃止した。
- 井原バスセンター - 井原駅 - 市民病院前 - ＜与井 / 簗瀬＞ - 芳井支所前 - 川相 - 川町 - 共和

井原 - 黒萩線
井笠鉄道から引き継いだ路線であり、平日・土曜日一日１往復運行していたが、あいあいカー（予約型乗り合いタクシー）が運行されることにより、2022年3月末で美星支所前 - 黒萩間を廃止した。
- 井原バスセンター - 井原駅 - 市民病院前 - 興譲館高校前 - 戸倉 - 細見 - 田輪 - 江良 - 谷山 - 美星産直プラザ - 三山西 - 美星支所前 - 下田 - 黒萩

井原 - 宇戸谷線
矢掛 - 宇戸谷線を2014年10月1日に廃止したことに伴い、その代替として井原 - 美星支所線の一部の便を宇戸谷まで延伸し、平日のみの運行としていたが、あいあいカー（予約型乗り合いタクシー）が運行されることにより、2022年3月末で美星支所前 - 宇戸谷間を廃止した。
- 井原バスセンター - 井原駅 - 市民病院前 - 興譲館高校前 - 戸倉 - 細見 - 田輪 - 江良 - 谷山 - 美星産直プラザ - 三山西 - 美星支所前 - 下田 - 宇戸谷

矢掛 - 平谷線
井笠鉄道から引き継いだ路線であったが、あいあいカー（予約型乗り合いタクシー）が運行されることにより、2022年3月末で美星産直プラザ - 平谷間を廃止した。
- 矢掛 - 井原線矢掛駅 - 田町 - 川面農協 - 美砂橋 - 下田 - 美星支所前 - 三山西 - 美星産直プラザ - 平谷

加茂支所前 - 山野田原線
中国バスの加茂線廃止に伴い、2024年3月31日をもって加茂支所前発着便を廃止し、2024年4月1日に東城別経由のフジグラン前発着便を新設した。
- 加茂支所前 - 芦原団地口 - 粟根 - 苅光 - 山野下市 - 山野田原

## 運賃の割引等

### おかやま愛カードでの割引
井原あいあいバスを除く北振バスの岡山県内の一般路線バスを利用したとき、「おかやま愛カード」の提示により運賃を半額に割引。

### ICカード等への対応
運賃の支払において、PASPYやHarecaなどのICカードでの支払には対応していない。また岡山県共通バスカードや井笠バス専用バスカード（どちらも販売終了）についても対応していなかった。

## 貸切バス

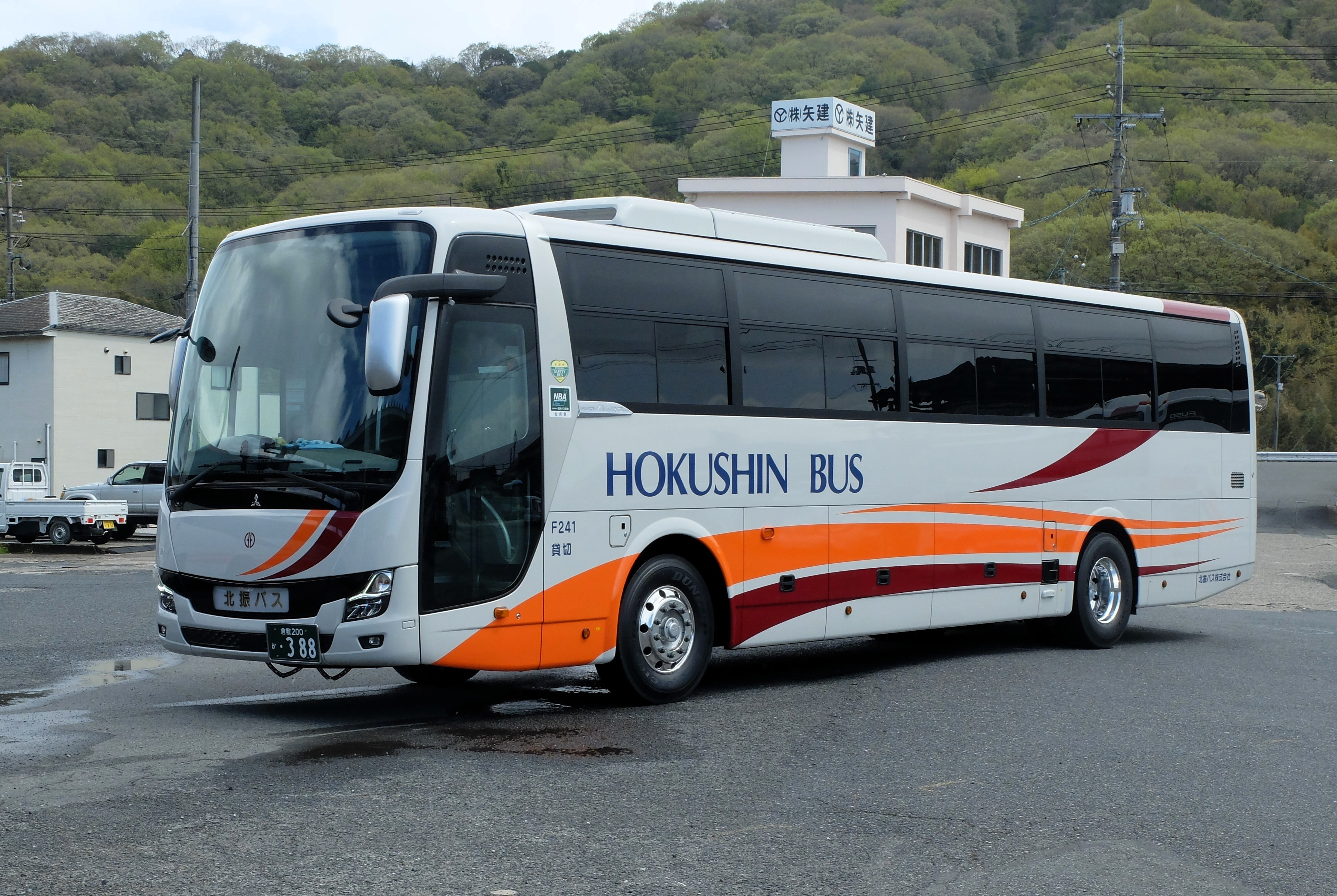
貸切大型バス　三菱ふそうエアロエース　車番F241

地域の要望を受けて1991年から貸切バス事業を開始し、当初は主に学校行事や地域行事での運行を行った。親会社であった井笠鉄道のバス事業廃止に伴い、2012年11月に井笠鉄道の貸切バス業務を引き継いだ。これを契機として旅行会社等との関係を強化し、近年では中四国地方のツアー旅行のバスを運行するなど、地域の観光振興や活性化に寄与している。

## 車両
いすゞ自動車、日野自動車、三菱ふそうトラック・バス、トヨタ自動車製の車両を保有。

### 車両番号について

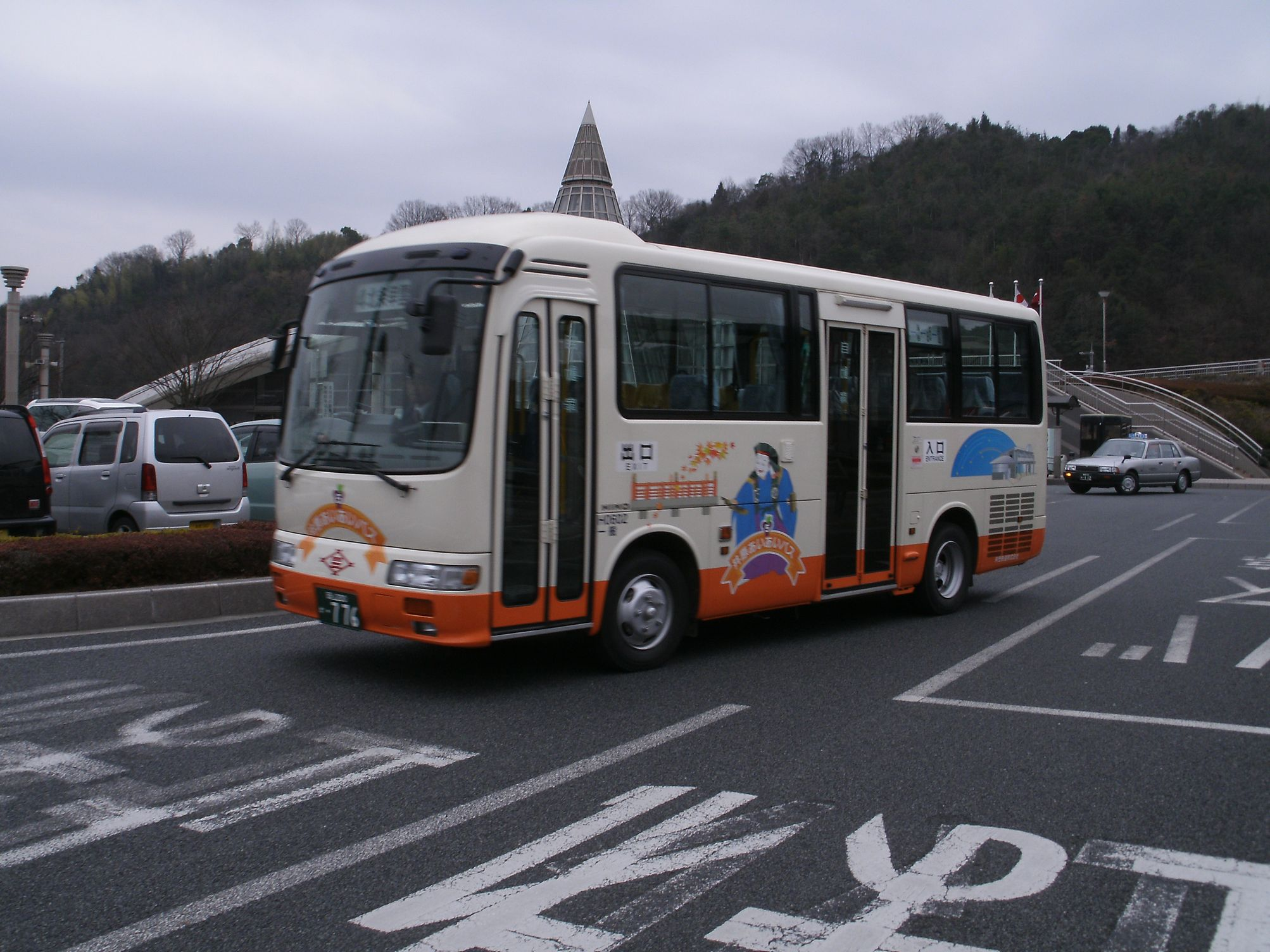
乗合小型バス 日野リエッセ 井原あいあいバス車両 車番H0602 PB-RX6JFAA （井原駅前）
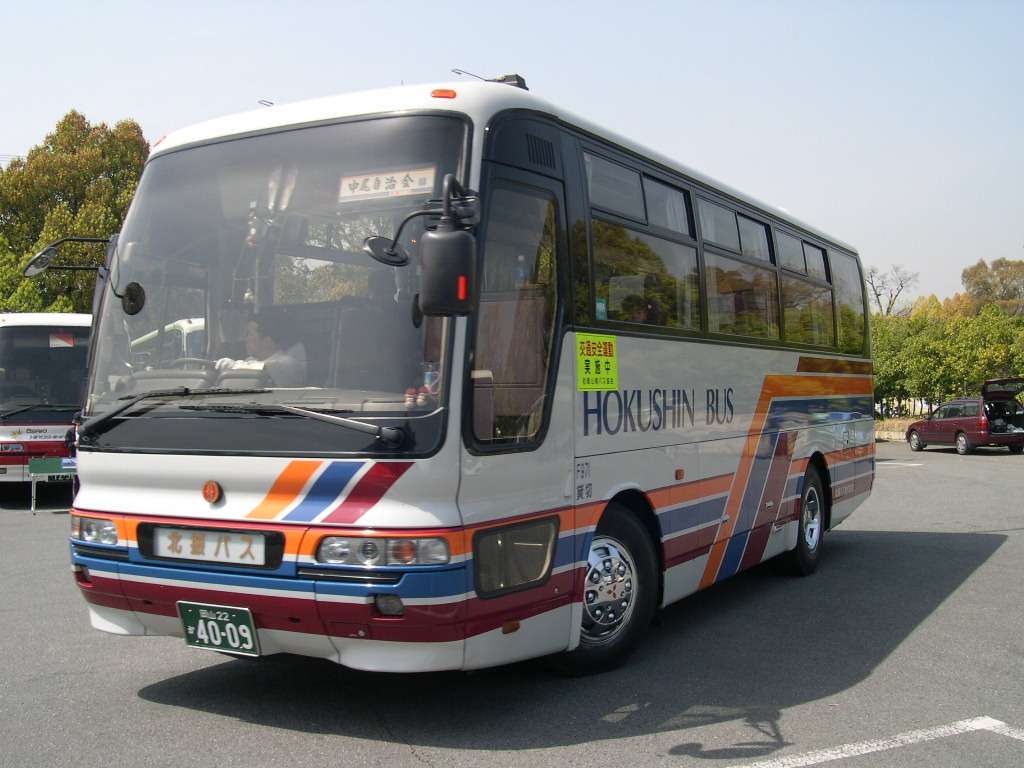
貸切中型バス 三菱ふそうエアロバスMM 車番F971 KC-MM822H

車両には1台ごとに車両番号を付している。以下のとおり、アルファベット1文字と数字3桁もしくは4桁（井笠鉄道からの移籍車）からなる。
例：F241
| F        | 24   | 1        |
| -------- | ---- | -------- |
| メーカー | 年式 | 固有番号 |

- メーカー

Z…いすゞ
H…日野
F…三菱ふそう
T…トヨタ
- 年式

西暦の下2桁
- 固有番号

年式別の連番で数字1桁（1～）。ただし、井笠鉄道からの移籍車は井笠鉄道時の年式別の連番で数字2桁（01～）
- 乗合小型バス 
日野リエッセ 
井原あいあいバス車両 
車番H0602 
PB-RX6JFAA 
（井原駅前）
- 貸切中型バス 
三菱ふそうエアロバスMM 
車番F971 
KC-MM822H

### 主な車両
乗合小型バス
- 日野リエッセ

前扉車と前中扉車の両方を所有している。
前扉車のうち2両は、井原特産のジーンズをイメージしたラッピングを施している。
4両は、井原市内循環バス（井原あいあいバス）塗装。
- 三菱ふそうローザ

貸切大型バス
- いすゞガーラ（SHD・KL-LV774R2）
- 日野セレガ
- 三菱ふそうエアロエース

貸切中型バス
- 三菱ふそうエアロエース ショートタイプMM
- 日野セレガ

貸切小型バス
- 三菱ふそうエアロミディMJ
- トヨタハイエースコミューター

### 過去の主な車両
乗合小型バス
- 日野レインボーRB

井笠鉄道からの移籍車を含めてP-RB115AAを6両所有していた。
- いすゞエルガミオ

岡山県内唯一のエルガミオ7mボディー（KK-LR233E1）を1両所有していた。
- いすゞキュービック（富士重7E架装・U-LT232J）

貸切大型バス
- いすゞスーパークルーザー（富士重7HD架装・U-LV771R）（富士重7S架装・U-LV771R）
- 日野セレガ（富士重7S架装・U-RU3FSAB）
- 日野セレガFD、GJ（U-RU2F系）
- 三菱ふそうエアロバス（U-MS826P）

全て井笠鉄道からの移籍車
貸切中型バス
- 三菱ふそうエアロバスMM（KC-MM822H）
- 日野セレガFC（U-RU1HHAB）

全て井笠鉄道からの移籍車
貸切小型バス
- トヨタコースター（KK-HZB41）

### ナンバープレート
2006年10月10日にご当地ナンバーとして倉敷が設定されたため、それ以前の登録車両は岡山ナンバー、それ以降の登録車両は倉敷ナンバーである。